# サン・セバスティアーノ・クローネ
サン・セバスティアーノ・クローネ（伊: San Sebastiano Curone）は、イタリア共和国ピエモンテ州アレッサンドリア県にある、人口約500人の基礎自治体（コムーネ）。

## 地理

### 位置・広がり
| 隣接するコムーネは以下の通り。 - ブリニャーノ＝フラスカータ - デルニーチェ - グレミアスコ - モンタクート |

### 地震分類
イタリアの地震リスク階級 (it) では、3 に分類される
。

## 行政

### 分離集落
サン・セバスティアーノ・クローネには、以下の分離集落（フラツィオーネ）がある。
- Cascine, Marguata, Sant'Antonio, Telecco